# Autoroute espagnole MA-20 (Malaga)
La MA-20 est le résultat du déclassement de l'A-7 dans l'agglomération de Malaga. C'est une rocade autoroutière urbaine qui entoure l'ouest de la ville en desservant les différents zones. D'une longueur de 13 km environ, elle relie tout l'ouest entre l'Université de Malaga et Torremolinos.
Elle va permettre de desservir l'Aéroport de Malaga et le Port de Malaga lorsque les accès seront effective (MA-22, MA-23).

## Tracé
- Elle débute à l'ouest de l'agglomération où elle prolonge l'A-7 à hauteur du croisement avec l'A-357 (Malaga - Cartama)
- Elle longe ensuite les zones industrielles de la ville avec de croiser la MA-21 qui relia la capitale de la province à Torremolinos.
- Elle reprend son nom d'origine (A-7) au nord de Torremolinos.
- L'échangeur qui suit est celui qui permet d'accéder au port dont la section est encore en construction.
- A Guadalmar se détachera lorsqu'il sera construit, l'échangeur qui permet d'accéder au sud de l'Aéroport de Malaga (MA-23)

## Sorties
| Sorties | Villes                                                                                             |       |
| ------- | -------------------------------------------------------------------------------------------------- | ----- |
|         | Malaga-Avenida de Andalucia - Coín - Cartama Zones Industrielles - Parc Technologique d'Andalousie | A-357 |
|         | Malaga-Avenida de Velazquez Torremolinos - Aéroport de Malaga                                      | MA-21 |
|         | Port de Malaga                                                                                     | MA-23 |
| 79      | Guadalmar                                                                                          |       |
|         | Aéroport de Malaga                                                                                 | MA-22 |
| 77      | La Cizaña - Churriana                                                                              | A-404 |
| 76      | Malaga-Avenida de Velazquez - Aéroport de Malaga                                                   | MA-21 |
| 75      | Torremolinos Nord                                                                                  |       |

### Référence
- Nomenclature